# Cystidia chinensis
Cystidia chinensis là một loài bướm đêm trong họ Geometridae.